# 清閑寺

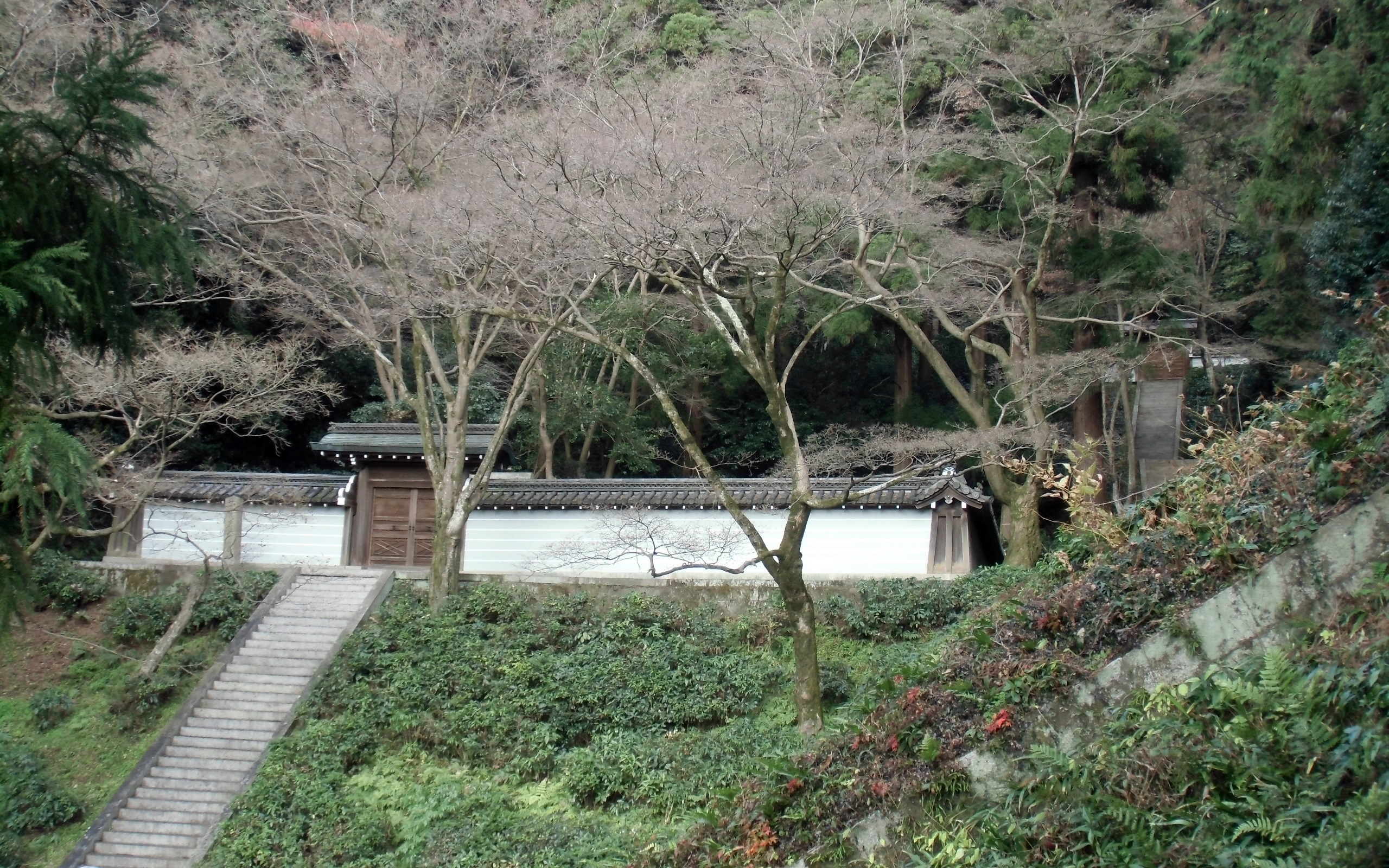
高倉天皇陵（左側）及六條天皇陵（右側後方）

清閑寺（せいかんじ）是位在日本京都府京都市東山區的真言宗智山派寺院。山號「歌中山」。本尊十一面千手觀音、開基（創立者）為紹繼。『平家物語』的悲戀的舞台之一，受高倉天皇寵愛，因而觸怒平清盛的小督局，在此寺出家。舊境內的山腹有六條天皇清閑寺陵、高倉天皇後清閑寺陵。通稱・歌之中山。

## 關連項目
- 平家物語

## 外部連結
- 清閑寺 （页面存档备份，存于）